# Vivian Harris
Vivian Harris est un boxeur guyanien né le 17 juin 1978 à Georgetown.

## Carrière
Passé professionnel en 1997, il devient champion du monde des super-légers WBA de 2003 à 2005. Battu par Carlos Maussa le 25 juin 2005, il s'incline également en 2007 contre le champion WBC Junior Witter.

## Référence
1. ↑  (en) Vivian Harris vs. Carlos Maussa (boxrec.com)